# Полянецька сільська рада (Савранський район)
Поляне́цька сільська́ ра́да — колишня адміністративно-територіальна одиниця та орган місцевого самоврядування в Савранському районі Одеської області. Адміністративний центр — село Полянецьке.

## Загальні відомості
- Територія ради: 60,08 км²
- Населення ради: 1 961 особа (станом на 2001 рік)

## Населені пункти
Сільській раді підпорядковані населені пункти:
- с. Полянецьке
- с. Глибочок
- с. Квітка
- с. Острівка

## Населення
Згідно з переписом УРСР 1989 року чисельність наявного населення сільської ради становила 1993 особи, з яких 878 чоловіків та 1115 жінок.
За переписом населення України 2001 року в сільській раді мешкало 1886 осіб.

### Мова
Розподіл населення за рідною мовою за даними перепису 2001 року:
| Мова       | Відсоток |
| ---------- | -------- |
| українська | 95,31 %  |
| молдовська | 1,89 %   |
| російська  | 1,43 %   |
| вірменська | 0,51 %   |
| болгарська | 0,05 %   |
| інші       | 0,81 %   |

## Склад ради
Рада складається з 16 депутатів та голови.
- Голова ради:
- Секретар ради: Білоус Людмила Олексіївна

### Керівний склад попередніх скликань
| Прізвище, ім'я, по батькові     | Основні відомості                                                          | Дата обрання | Дата звільнення |
| ------------------------------- | -------------------------------------------------------------------------- | ------------ | --------------- |
| Корж Галина Павлівна            | Сільський голова, 1956 року народження, позапартійна                       | 26.03.2006   | 11.11.2007      |
| Денисюк Володимир Олександрович | Сільський голова, 1967 року народження, член Соціалістичної партії України | 16.03.2008   | 31.10.2010      |

Примітка: таблиця складена за даними сайту Верховної Ради України

### Депутати
За результатами місцевих виборів 2010 року депутатами ради стали:

#### За суб'єктами висування
| Суб'єкт висування            | Кількість обраних депутатів | %    |
| ---------------------------- | --------------------------- | ---- |
| Соціалістична партія України | 13                          | 81,3 |
| Партія регіонів              | 2                           | 12,5 |
| Народна партія               | 1                           | 6,3  |

#### За округами
| № округу                     | Прізвище, ім'я, по батькові      | Дата визнання обраним | Освіта             | Партійна приналежність             | Відомості про обраного депутата                                      |
| ---------------------------- | -------------------------------- | --------------------- | ------------------ | ---------------------------------- | -------------------------------------------------------------------- |
| Народна Партія               |                                  |                       |                    |                                    |                                                                      |
| 7                            | Рябокоровко Сергій Олексійович   | 03.11.2010            | вища               | член Народної партії               | Полянецька сільська рада, землевпорядник                             |
| Партія регіонів              |                                  |                       |                    |                                    |                                                                      |
| 14                           | Шкрабак Юрій Миколайович         | 03.11.2010            | середня            | член Партії регіонів               | сільськогосподарський виробничий кооператив «Глубочанське», бригадир |
| 16                           | Костюк Олександр Іванович        | 03.11.2010            | вища               | позапартійний                      | пастор                                                               |
| Соціалістична партія України |                                  |                       |                    |                                    |                                                                      |
| 1                            | Корж Галина Вікторівна           | 03.11.2010            | вища               | позапартійна                       | Полянецька загальноосвітня школа, вчитель                            |
| 2                            | Танасійчук Василь Федорович      | 03.11.2010            | вища               | член Соціалістичної партії України | приватний підприємець                                                |
| 3                            | Кацмаза Оксана Петрівна          | 03.11.2010            | вища               | член Соціалістичної партії України | Полянецька загальноосвітня школа, вчитель                            |
| 4                            | Сакалюк Оксана Анатоліївна       | 03.11.2010            | середня спеціальна | член Соціалістичної партії України | фельдшерсько-акушерський пункт, медсестра                            |
| 5                            | Устянська Валентина Андріївна    | 03.11.2010            | середня спеціальна | член Соціалістичної партії України | пенсіонер                                                            |
| 6                            | Білоус Людмила Олексіївна        | 03.11.2010            | вища               | член Соціалістичної партії України | Полянецька сільська рада, секретар                                   |
| 8                            | Ткачук Володимир Володимирович   | 03.11.2010            | середня            | член Соціалістичної партії України | ЗАТ АПК «Саврань», механік                                           |
| 9                            | Чалапко Таїсія Леонтіївна        | 03.11.2010            | середня спеціальна | член Соціалістичної партії України | ЗАТ АПК «Саврань», фельшер                                           |
| 10                           | Герасименко Тетяна Станіславівна | 03.11.2010            | середня спеціальна | член Соціалістичної партії України | вузол зв'язку, зав.поштою                                            |
| 11                           | Гижинський Віктор Юлійович       | 03.11.2010            | середня спеціальна | член Соціалістичної партії України | ЗАТ АПК «Саврань», різноробочий                                      |
| 12                           | Шмаленко Світлана Петрівна       | 03.11.2010            | середня            | член Соціалістичної партії України |                                                                      |
| 13                           | Іщенко Валерій Анатолійовис      | 03.11.2010            | середня            | член Соціалістичної партії України | ЗАТ АПК «Саврань», зав.млином                                        |
| 15                           | Пересунько Оксана Віталіївна     | 03.11.2010            | середня спеціальна | член Соціалістичної партії України | вузол зв'язку, листоноша                                             |